# Herbert Nitsch
Pour les articles homonymes, voir Nitsch.

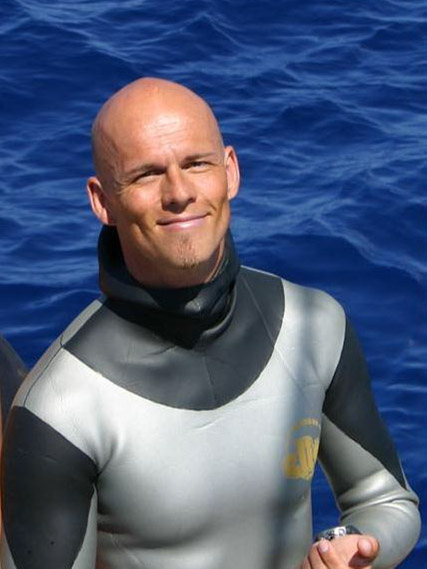
Herbert Nitsch, actuel détenteur du record mondial d'apnée no limit

Herbert Nitsch, né le 20 avril 1970 à Vienne, est un apnéiste autrichien. Il est détenteur de trente-deux records du monde dans toutes les différentes disciplines de l'apnée.
Le 6 juin 2012, après sa descente en No Limit à 253,2 mètres (un nouveau record du monde), il est victime d'un accident vasculaire cérébral qui met, peut-être provisoirement, un terme à sa carrière de sportif de haut niveau. Ce record n'est toutefois pas homologué par l'AIDA en raison de cet accident. Sur le plan sportif, seul son précédent record de 214 mètres, établi le 14 juin 2007, est donc jugé valide dans la catégorie apnée no limit.

## Records
- Record du monde de profondeur en apnée No Limit établi à une profondeur de 214 m le 14 juin 2007 sur l'île de Spetses, en Grèce[3],[4].
- Record du monde de profondeur en apnée en poids variable établi à une profondeur de 142 m le 7 décembre 2009 dans le Trou bleu de Dean aux Bahamas[3],[5].
- Records du monde en apnée en poids constant établi à une profondeur de 124 m le 22 avril 2010 et en apnée en immersion libre établi à une profondeur de 120 m le 25 avril 2010 aux Bahamas[3],[6],[7].

## Records du monde
| apnea | Record    | Date              | Lieu              |
| ----- | --------- | ----------------- | ----------------- |
| DNF   | 131 m     | 27 janvier 2001   | Lac Léman         |
| DYN   | 170 m     | 24 février 2001   | Lac Léman         |
| CWT   | 72 m*     | 16 juin 2001      | Lac Millstätter   |
| CWT   | 86 m      | 11 octobre 2001   | Ibiza             |
| DYN   | 172 m     | 10 novembre 2001  | Berlin            |
| DNF   | 134 m     | 24 novembre 2001  | Wiesbaden         |
| DYN   | 181 m     | 2 février 2002    | Maria Enzersdorf  |
| FIM   | 92 m      | 27 février 2002   | Autriche          |
| DYN   | 183 m     | 16 novembre 2002  | Berlin            |
| FIM   | 100 m     | 5 septembre 2003  | Lac Millstätter   |
| CWT   | 95 m      | 5 septembre 2003  | Lac Millstätter   |
| CNF   | 50 m      | 6 septembre 2003  | Lac Millstätter   |
| CNF   | 62 m      | 11 septembre 2004 | Spetses (Grèce)   |
| CNF   | 66 m      | 12 septembre 2004 | Spetses           |
| NLT   | 172 m     | 2 octobre 2005    | Žirje             |
| NLT   | 183 m     | 28 août 2006      | Žirje             |
| CWT   | 111 m     | 9 décembre 2006   | Hurghada          |
| STA   | 9 min 4 s | 13 décembre 2006  | Hurghada          |
| NLT   | 185 m     | 13 juin 2007      | Spetses           |
| NLT   | 214 m     | 14 juin 2007      | Spetses           |
| CNF   | 83 m      | 21 octobre 2007   | Dahab             |
| CWT   | 112 m     | 1er novembre 2007 | Charm el-Cheikh   |
| CWT   | 114 m     | 4 avril 2009      | Trou bleu de Dean |
| FIM   | 109 m     | 6 avril 2009      | Trou bleu de Dean |
| CWT   | 120 m     | 11 avril 2009     | Trou bleu de Dean |
| VWT   | 142 m     | 7 décembre 2009   | Trou bleu de Dean |
| FIM   | 112 m     | 8 décembre 2009   | Trou bleu de Dean |
| CWT   | 123 m     | 9 décembre 2009   | Trou bleu de Dean |
| FIM   | 114 m     | 19 avril 2010     | Trou bleu de Dean |
| CWT   | 124 m     | 22 avril 2010     | Trou bleu de Dean |
| FIM   | 120 m     | 25 avril 2010     | Trou bleu de Dean |
| NLT   | 253 m     | 6 juin 2012       | Santorin          |

*72 m = Record AIDA en lac ; après le 31 décembre 2001 l'AIDA ne distingue plus les records obtenus dans un lac de ceux obtenus en mer.
- CNF : plongée en apnée à poids constant sans palmes (Constant Weight Apnea Without Fins)
- CWT : plongée en apnée à poids constant (Constant Weight Apnea)
- VWT : plongée en apnée avec un poids variable (Variable Weight Apnea)
- DNF : plongée en apnée dynamique sans palmes (Dynamic Apnea Without Fins)
- DYN : plongée en apnée dynamique avec palmes (Dynamic With Fins)
- FIM : plongée en apnée à poids constant à l'aide d'une corde (Free Immersion Apnea)
- NLT : plongée en apnée sans restriction, tous les moyens autorisés, en utilisant toujours une gueuse pour la descente et un ballon gonflé d'air pour la remontée (No Limit Apnea)
- STA : apnée statique (Static Apnea)